# Défense d'extinction
Défense d'extinction (titre original : The Tusks of Extinction) est un roman court de science-fiction écrit par Ray Nayler, paru en 2024 puis traduit en français et publié aux éditions Le Bélial' en 2025.
Défense d'extinction a été récompensé par le prix Hugo du meilleur roman court 2025.

## Résumé
Damira Khismatullina est une éthologue russe qui s'est spécialisée au fil des années dans l'étude des éléphants. Elle tente par ailleurs d'empêcher l'extinction de cette espèce en s'opposant aux braconniers qui tuent cet animal pour ses défenses en ivoire. Elle est finalement assassinée par l'un deux et les éléphants finissent par s'éteindre.
Bien plus tard, un scientifique russe nommé Almas Aslanov parvient à créer une espèce apparentée aux mammouths en utilisant des gènes récupérés sur des spécimens dont les corps congelés ont été particulièrement bien conservés et que la fonte de pergélisol a permis de trouver. Almas Aslanov implante un troupeau de pachydermes nouvellement créés au fin fond de la taïga russe. Mais les animaux manquent de l'expérience des générations précédentes et meurent petit à petit, inexorablement. Désespéré, le scientifique décide de tenter d'implanter la copie numérique du cerveau de Damira Khismatullina, réalisée peu de temps avant sa mort, dans la tête d'un mammouth. L'expérience semble réussir.
Plus tard, un chasseur fortuné s'organise un safari en Russie dans le but d'ajouter un mammouth à son palmarès de chasse. Damira, désormais incarné dans un mammouth, parvient à diriger son troupeau pour attaquer le groupe de chasseurs avant que ces derniers ne les exterminent.